# Паль Беренді
Паль Беренді (угор. Berendi Pál; 30 листопада 1932, Будапешт — 4 вересня 2019) — угорський футболіст, що грав на позиції півзахисника.
Виступав, зокрема, за клуб «Вашаш», а також національну збірну Угорщини.

## Клубна кар'єра
Народився 30 листопада 1932 року в місті Будапешт. Вихованець футбольної школи клубу «Голдбергер». У дорослому футболі дебютував 1950 року виступами за команду клубу «Голдбергер», в якій провів половину сезону.
1951 року перейшов до клубу «Вашаш», за який відіграв 17 сезонів. Більшість часу, проведеного у складі «Вашаша», був основним гравцем команди. Провів 22 матчі в Кубку європейських чемпіонів. Дійшов до півфіналу цього турніру в 1958 році, поступившись мадридському «Реалу». 3 жовтня 1957 року відзначився голом у воротах софійського ЦСКА в першому раунді цього ж турніру. Завершив професійну кар'єру футболіста виступами за команду «Вашаш» у 1968 році.

## Виступи за збірну
У збірній Угорщини Беренді дебютував 29 квітня 1956 року у нічийному (2:2) товариському матчі проти збірної Югославії, а останній — 30 жовтня 1960 року, проти Бельгії. Протягом кар'єри у національній команді, яка тривала 5 років, провів у формі головної команди країни 24 матчі.
У складі збірної був учасником чемпіонату світу 1958 року у Швеції. На цьому турнірі виходив на поле в двох поєдинках: проти Уельсу (1:1) та Швеції (1:2).
| Матчі та голи в складі збірної | Матчі та голи в складі збірної | Матчі та голи в складі збірної | Матчі та голи в складі збірної | Матчі та голи в складі збірної | Матчі та голи в складі збірної | Матчі та голи в складі збірної |
| #                              | Дата                           | Місце                          | Суперник                       | Рахунок                        | Гол                            | Змагання                       |
| 1956                           | 1956                           | 1956                           | 1956                           | 1956                           | 1956                           | 1956                           |
| ------------------------------ | ------------------------------ | ------------------------------ | ------------------------------ | ------------------------------ | ------------------------------ | ------------------------------ |
| 1.                             | 29.04.1956                     | Будапешт, Угорщина             | Югославія                      | 2:2                            | 0                              | Товариський                    |
| 2.                             | 03.06.1956                     | Брюссель, Бельгія              | Бельгія                        | 4:5                            | 0                              | Товариський                    |
| 3.                             | 09.06.1956                     | Лісабон, Португалія            | Португалія                     | 2:2                            | 0                              | Товариський                    |
| 4.                             | 16.09.1956                     | Белград, Югославія             | Югославія                      | 3:1                            | 0                              | Товариський                    |
| 5.                             | 23.09.1956                     | Москва, СРСР                   | СРСР                           | 1:0                            | 0                              | Товариський                    |
| 6.                             | 07.10.1956                     | Париж, Франція                 | Франція                        | 2:1                            | 0                              | Товариський                    |
| 7.                             | 14.10.1956                     | Відень, Австрія                | Австрія                        | 2:0                            | 0                              | Товариський                    |
| 1957                           |                                |                                |                                |                                |                                |                                |
| 8.                             | 12.06.1957                     | Осло, Норвегія                 | Норвегія                       | 1:2                            | 0                              | кв. ЧС 1958                    |
| 9.                             | 16.06.1957                     | Стокгольм, Швеція              | Швеція                         | 0:0                            | 0                              | Товариський                    |
| 10.                            | 23.06.1957                     | Будапешт, Угорщина             | Болгарія                       | 4:1                            | 0                              | кв. ЧС 1958                    |
| 11.                            | 15.09.1957                     | Софія, Болгарія                | Болгарія                       | 2:1                            | 0                              | кв. ЧС 1958                    |
| 12.                            | 22.09.1957                     | Будапешт, Угорщина             | СРСР                           | 1:2                            | 0                              | Товариський                    |
| 13.                            | 10.11.1957                     | Будапешт, Угорщина             | Норвегія                       | 5:0                            | 0                              | кв. ЧС 1958                    |
| 14.                            | 22.12.1957                     | Ганновер, ФРН                  | Німеччина                      | 0:1                            | 0                              | Товариський                    |
| 1958                           |                                |                                |                                |                                |                                |                                |
| 15.                            | 07.05.1958                     | Глазго, Шотландія              | Шотландія                      | 1:1                            | 0                              | Товариський                    |
| 16.                            | 08.06.1958                     | Сандвікен, Швеція              | Уельс                          | 1:1                            | 0                              | ЧС 1958                        |
| 17.                            | 12.06.1958                     | Стокгольм, Швеція              | Швеція                         | 1:2                            | 0                              | ЧС 1958                        |
| 18.                            | 14.09.1958                     | Хожув, Польща                  | Польща                         | 3:1                            | 0                              | Товариський                    |
| 19.                            | 28.09.1958                     | Москва, СРСР                   | СРСР                           | 1:3                            | 0                              | кв. ЄВРО 1960                  |
| 20.                            | 05.10.1958                     | Загреб, Югославія              | Югославія                      | 4:4                            | 0                              | Товариський                    |
| 21.                            | 26.10.1958                     | Бухарест, Румунія              | Румунія                        | 2:1                            | 0                              | Товариський                    |
| 1959                           |                                |                                |                                |                                |                                |                                |
| 22.                            | 01.05.1959                     | Дрезден, НДР                   | НДР                            | 1:0                            | 0                              | Товариський                    |
| 1960                           |                                |                                |                                |                                |                                |                                |
| 23.                            | 09.10.1960                     | Будапешт, Угорщина             | Югославія                      | 1:1                            | 0                              | Товариський                    |
| 24.                            | 30.10.1960                     | Брюссель, Бельгія              | Бельгія                        | 1:2                            | 0                              | Товариський                    |

## Досягнення
- Чемпіонат Угорщини
  -  Чемпіон (6): 1957 (весна), 1960/61, 1961/62, 1965, 1966
  -  Бронзовий призер (2): 1953, 1959/60

- Кубок Угорщини
  -  Володар (1): 1955

- Кубок Мітропи
  -  Володар (4): 1956, 1957, 1962, 1965
  -  Фіналіст (1): 1963

- Працівник-ударник машинобудування (1956)
- Заслужений спортсмен Угорської Народної Республіки (1956)
- Футболіст року в Угорщині (1961)